# John Cecil (5e comte d'Exeter)
Pour les articles homonymes, voir John Cecil et Cecil.
John Cecil, 5e comte d'Exeter (c. 1648 – 29 août 1700), connu comme Lord Burghley, jusqu'en 1678, est un pair Britannique et un député. Il est aussi connu comme le comte voyageur.

## Biographie

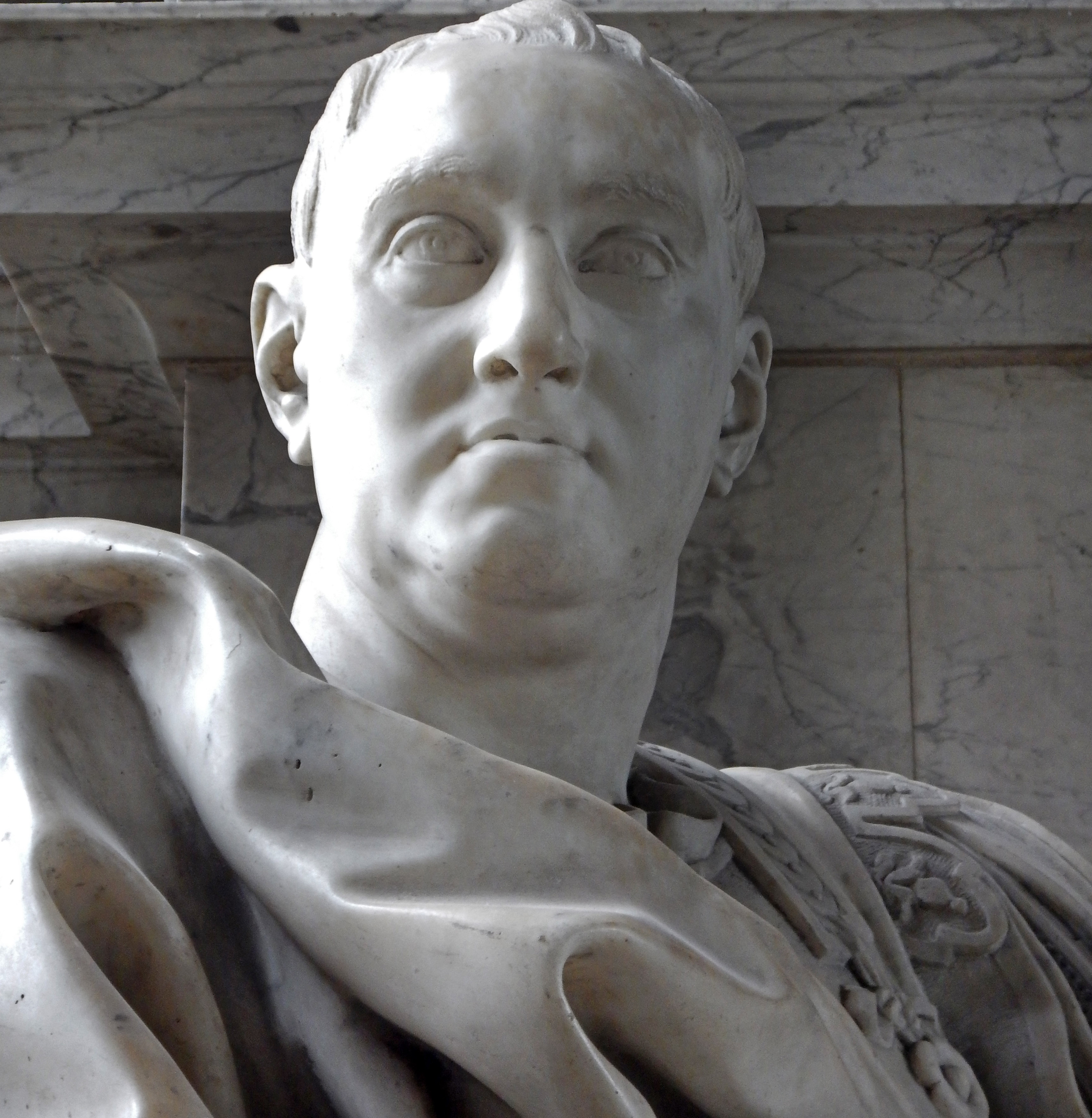
Son monument funéraire par Pierre-Étienne Monnot dans l'Église Saint-Martin, Stamford

Il est le fils de John Cecil (4e comte d'Exeter) (1628-1678), et de Frances Manners. Il fait ses études à l'école de Stamford et au St John's College de l'Université de Cambridge. Il est élu à la Chambre des Communes pour le Northamptonshire en 1675, un siège qu'il occupe jusqu'en 1678 quand il succède à son père dans le comté et entre à la Chambre des lords.
Il est un des grands Touristes et a rempli sa maison de famille, Burghley House, avec des trésors achetés lors de son voyage en Italie.
Lord Exeter épouse Anne, fille de William Cavendish (3e comte de Devonshire), vers 1670, ils ont neuf enfants. Il est décédé en août 1700 et est remplacé dans ses titres, par son fils John Cecil (6e comte d'Exeter).